# Таркпеа Еріх Карлович
Еріх Карлович Таркпеа (6 листопада 1904, волость Аудру Перновського повіту Ліфляндської губернії, тепер Естонія — 17 травня 1978, місто Таллінн, тепер Естонія) — радянський естонський діяч, 1-й секретар ЦК ЛКСМ Естонії. Член Бюро ЦК КП(б) Естонії з 12 вересня 1940 по 5 лютого 1941 року. Депутат Тимчасової Верховної ради Естонської РСР 1-го скликання. Депутат Верховної ради СРСР 1-го скликання (1941—1946).

## Життєпис
Народився в багатодітній селянській родині. Навчався в учительській семінарії в Хапсалу, яку закінчив у 1924 році.
З 1922 року займався підпільною комсомольською роботою, був одним із організаторів Комуністичної спілки молоді Естонії. Член Комуністичної партії Естонії з 1922 року.
З 1924 по січень 1925 року вчителював.
У січні 1925 року був заарештований та засуджений до 8 років ув'язнення за прокомуністичну діяльність. Потім термін покарання скоротили до 5,5 років. У 1925—1931 перебував у в'язниці міста Пярну.
З 1931 по 1933 рік проводив підпільну комуністичну роботу в містах Пярну і Тарту, організовував демонстрації безробітних та страйки. У 1933 році був висланий із Пярну на острів Кіхну.
Весною 1934 року був знову заарештований. У 1934—1935 роках перебував у естонській в'язниці за прокомуністичну діяльність. Після звільнення із в'язниці перебував під наглядом поліції в Тюрі, працював прибиральником на паперовій фабриці.
Із окупацією Естонії радянськими військами влітку 1940 року став одним із творців республіканської комсомольської організації. З 25 липня по серпень 1940 року — член Організаційного центру Комуністичної спілки молоді Естонії.
У серпні 1940 — лютому 1941 року — 1-й секретар ЦК ЛКСМ Естонії.
У роки німецько-радянської війни служив комісаром в естонських частинах Червоної армії, був комісаром 1-го Естонського окремого запасного стрілецького полку.
З 1940-х років працював у органах державної влади Естонської РСР.
У червні 1952—1953 роках — секретар виконавчого комітету Пярнуської обласної ради депутатів трудящих.
Станом на 1965 рік — начальник відділу кадрів Міністерства культури Естонської РСР.
З 1970 року — персональний пенсіонер у місті Таллінні.
Помер 17 травня 1978 року в Таллінні. Похований на Лісовому цвинтарі Таллінна. 

## Звання
- батальйонний комісар

## Нагороди
- орден Червоного Прапора
- два ордени «Знак Пошани»
- медаль «За перемогу над Німеччиною у Великій Вітчизняній війні 1941—1945 рр.» (1945)
- медалі